# Rose Graham
Rose Graham (* 16. August 1875 im Londoner Stadtteil Marylebone; † 29. Juli 1963 in London) war eine britische Kirchenhistorikerin.

## Leben
Sie war das älteste von vier Kindern des Tapezierers und Möbelschreiners William Edgar Graham und seiner Frau Jane geb. Newton. Rose besuchte die zwei Jahre zuvor gegründete Mädchenschule Notting Hill High School. 1894 trat sie in das ebenfalls kurz zuvor gegründete Oxforder College für Frauen Somerville College ein, wo sie „Modern History“ studierte (in Oxford die Geschichte nach AD 300). Als ab 1920 Frauen in Oxford akademische Grade erwerben konnten, wurde sie Bachelor of Arts, Master or Arts und 1929 Doctor of Letters, dem deutschen Dr. phil. entsprechend. Ihr letzter Oxforder Lehrer war der Historiker Reginald Lane Poole (1857–1939).
Die Mutter ermutigte sie, statt Lehrerin zu werden sich weiter der Forschung zu widmen. Ihr Arbeitsgebiet wurde die Kirchengeschichte des Mittelalters. 1901 veröffentlichte sie ihr erstes Buch, über den heiligen Gilbert von Sempringham und den Orden der Gilbertiner. Sie reiste viel, oft mit ihrer Mutter, besonders in Burgund und im Elsass. Eine Frucht dieser Reisen war ein vorzüglich bebildertes Buch über den Abt des Benediktinerklosters in Vézelay – sie hielt ihn für den größten – Pons (Pontius) de Montboissier, Abt von 1138 bis 1161. Sie forschte über die Cluniazensische Reform sowie die Grammontenser und beider britische Klöster. Für die Canterbury and York Society gab sie die Akten (registra) des Erzbischofs von Canterbury Robert Winchelsey (etwa 1245–1313) heraus. Eine der ersten etablierten Wissenschaftlerinnen im Vereinigten Königreich, untersuchte sie Frauenrechte in zurückliegenden Jahrhunderten: „Oft werden von Befürwortern wie Gegnern einer Erweiterung der Rechte von Frauen Argumente aus der Geschichte angeführt; jedoch werden dabei manchmal aus obsoleten Quellen Irrtümer übernommen.“
Eine Frucht ihrer Reisen im Elsass war ihr besonderes Interesse für den Antoniter-Orden. 1927 schrieb sie ausführlich über dessen Haus an der Londoner Threadneedle Street. In den Aufsatz fügte sie Bilder des heiligen Antonius des Großen aus dem Unterlinden-Museum in Colmar ein. So war sie prädestiniert, für den Roxburghe Club ein nach langem Vergessen Anfang des 20. Jahrhunderts in der Nationalbibliothek Malta in Valletta entdecktes Manuskript „Leben des heiligen Antonius des Großen“ aus dem Jahr 1426 herauszugeben. Es ist mit zweihundert Miniaturen im Format 19 × 20 cm bebildert, das größte bebilderte Heiligenleben. Sie veröffentlichte darüber zunächst einen Aufsatz mit einer Auswahl von wenigen Bildern und vier Jahre später ein monumentales Buch mit Schwarz-weiß-Photographien und Analysen aller Miniaturen. Es gelang ihr, alle von dem mittelalterlichen Schreiber im Text unter den Miniaturen rot hervorgehobenen Quellen zu identifizieren, so den Dominikaner Alphonsus Bonihominis (* vor 12. August 1353). Er hatte in Famagusta auf Zypern zum Beispiel die Legende von der Versuchung des Antonius durch eine mit ihren Mägden in einem Fluss badende Teufelskönigin aus dem Arabischen ins Lateinische übertragen. Die Analyse des dritten Bild aus der Geschichte der Teufelskönigin, wie alle Analysen bestehend aus Transkription der lateinischen Legende, Übersetzung und Beschreibung, lautet:

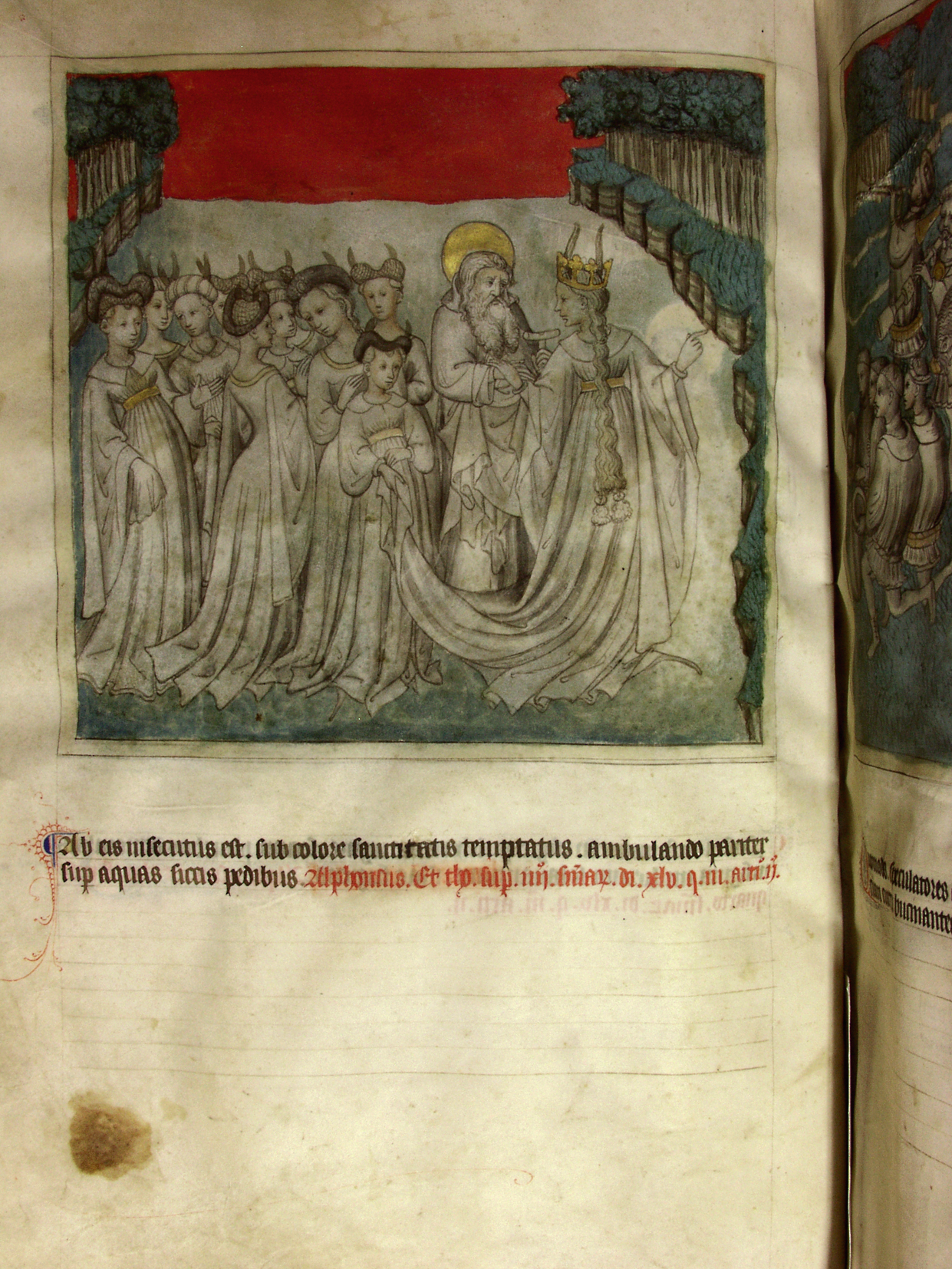
Versuchung des Antonius durch die Teufelskönigin mit der von Graham identifizierten Quelle Alphonsus

“Ab eis insecutus est sub colore sanctitatis temptatus ambulando pariter super aquas siccis pedibus.

Alphonsus, et Thomas super iiij Sententiarum, distinctio xlv, questio iij, articulus ij.”

„Er wird durch ihre vorgespiegelte Heiligkeit versucht und überquert den Fluss trockenen Fußes.

 Während sie den Fluss überqueren, legt die Königin ihre linke Hand auf Antonius’ rechte. Sie wendet sich zu ihm um, spricht mit ihm und weist auf ihre Stadt. Sie kommen trockenen Fußes hinüber. Die Kleider der Dienerinnen der Königin sind so lang, dass sie die Füße bedecken. Eine junge Dienerin trägt die Schleppe der Königin. Sie und die Königin tragen sehr spitze Schuhe, die nicht als Krallen zu verstehen sind, denn im Bild davor sind die Füße zu sehen. Die Königin und die letzte der Dienerinnen tragen Goldgürtel. Die anderen haben mit blassgelben Bändern gesäumte Halsausschnitte oder überfallende Kragen. Diese Kragen finden sich auch auf mehreren englischen Brassen, zum Beispiel beim Grabmal von 1415 für Joan Peryent in der Kirche von Digswell, Hertfordshire. Eine Begleiterin hat eine turbanähnliche Frisur.“

1903 erhielt Graham für einen Aufsatz über die intellektuelle Ausstrahlung des englischen Mönchstums im 11. und 12. Jahrhundert den Alexander-Preis der Royal Historical Society. Der Aufsatz ist wie einige Studien zu Cluny und den Grammontensern in einem Sammelband nachgedruckt. 1920 wurde sie Ehrenmitglied der Society of Antiquaries of London und 1933 Honorary Fellow des Somerville College. 1939 wurde sie als Commander in den Order of the British Empire aufgenommen. 1950 widmeten ihr zwölf Kollegen eine Festschrift.